# كونستانت دجاكبا
كونستانت جابكا Constant Djapka (بالفرنسية: Constant Djakpa)‏، من مواليد 17 أكتوبر 1986 في أبيدجان في ساحل العاج، لاعب كرة قدم عاجي.
بدأ مسيرته الكروية مع نادي ستيلا في عام 2005، وفي موسم 2006/2007 انتقل إلى نادي سوغندال، ولعب معهم 21 مباراة، ومنذ عام 2007 وهو يلعب مع نادي باندوري تارغو جيو.
و هو يلعب مع منتخب ساحل العاج لكرة القدم منذ عام 2007.

## روابط خارجية
- كونستانت دجاكبا على موقع الاتحاد الدولي (مؤرشف)  (الإنجليزية)
- كونستانت دجاكبا على موقع قاعدة بيانات كرة القدم.إي يو (الإنجليزية)
- كونستانت دجاكبا على موقع بيانات كرة القدم. دي إي (الألمانية)
- كونستانت دجاكبا على موقع ناشيونال فوتبول تيمز (الإنجليزية)
- كونستانت دجاكبا على موقع Soccerway.com (الإنجليزية)
- كونستانت دجاكبا على موقع عالم كرة القدم.نت (الإنجليزية)
- كونستانت دجاكبا على موقع كووورة
- كونستانت دجاكبا على موقع AS.com (الإسبانية)